# Sotzweiler
Sotzweiler est un ortsteil de Tholey en Sarre.

## Histoire
Ancienne commune indépendante avant le 1er janvier 1974 .

## Lieux et monuments

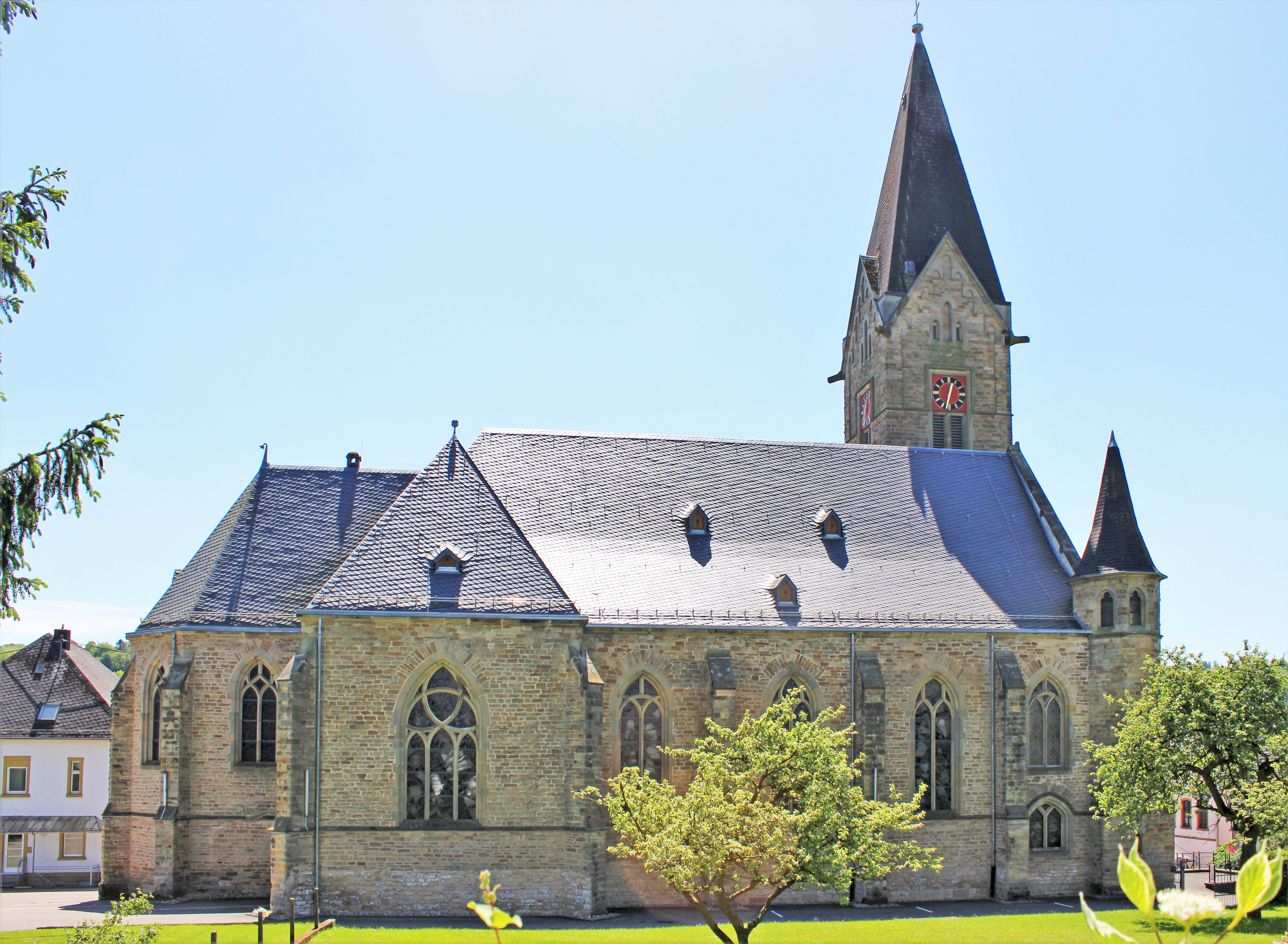
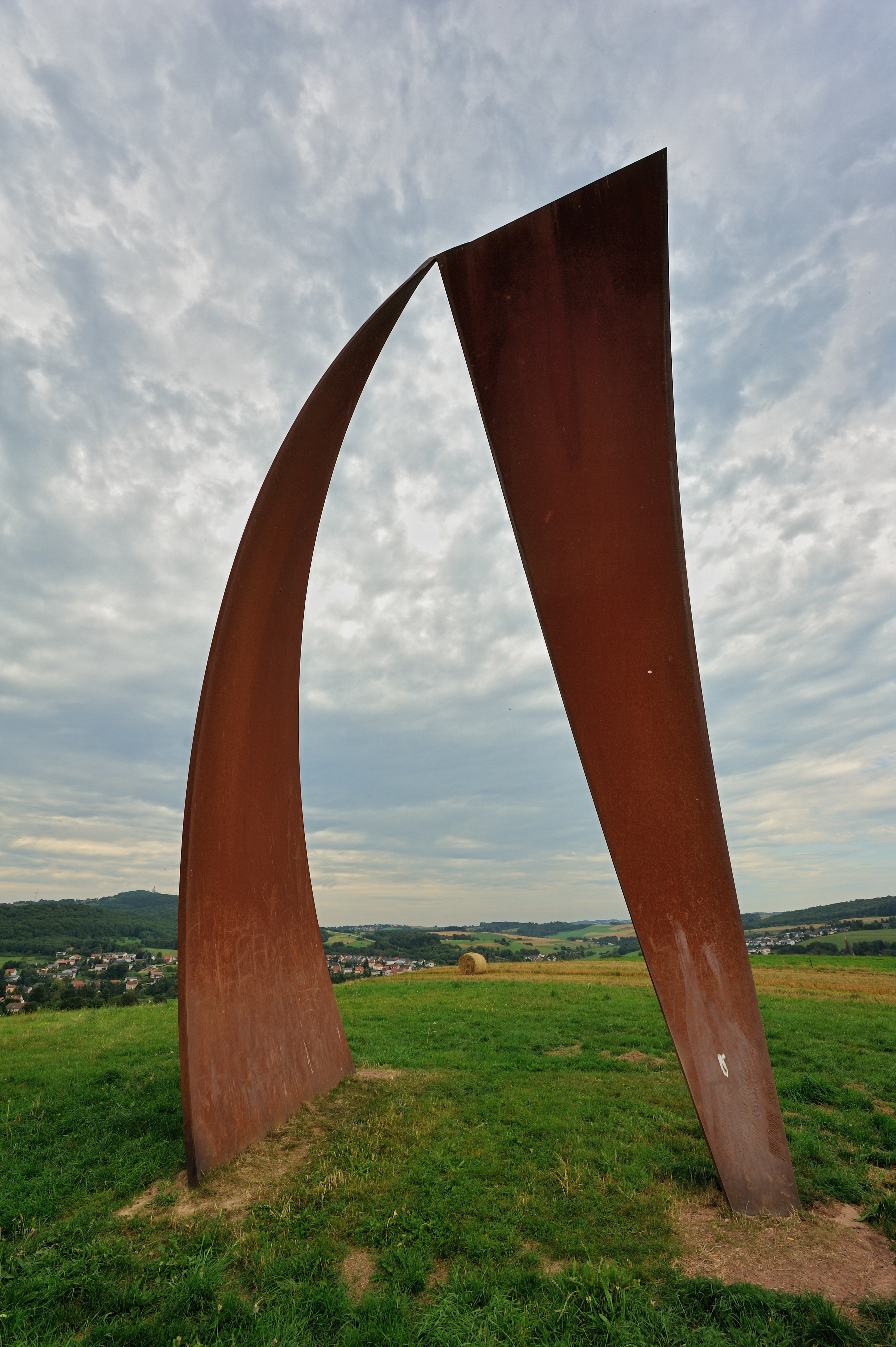